# District de Dadeldhura
Le district de Dadeldhura (en népalais : डडेलधुरा जिल्ला) est l'un des 77 districts du Népal. Il est rattaché à la province de Sudurpashchim Pradesh. La population du district s'élevait à 141 004 habitants en 2011.

## Histoire
Il faisait partie de la zone de Mahakali et de la région de développement Extrême-Ouest jusqu'à la réorganisation administrative de 2015 où ces entités ont disparu.

## Subdivisions administratives
Le district de Dadeldhura est subdivisé en 7 unités de niveau inférieur, dont 2 municipalités et 5 gaunpalikas ou municipalités rurales.

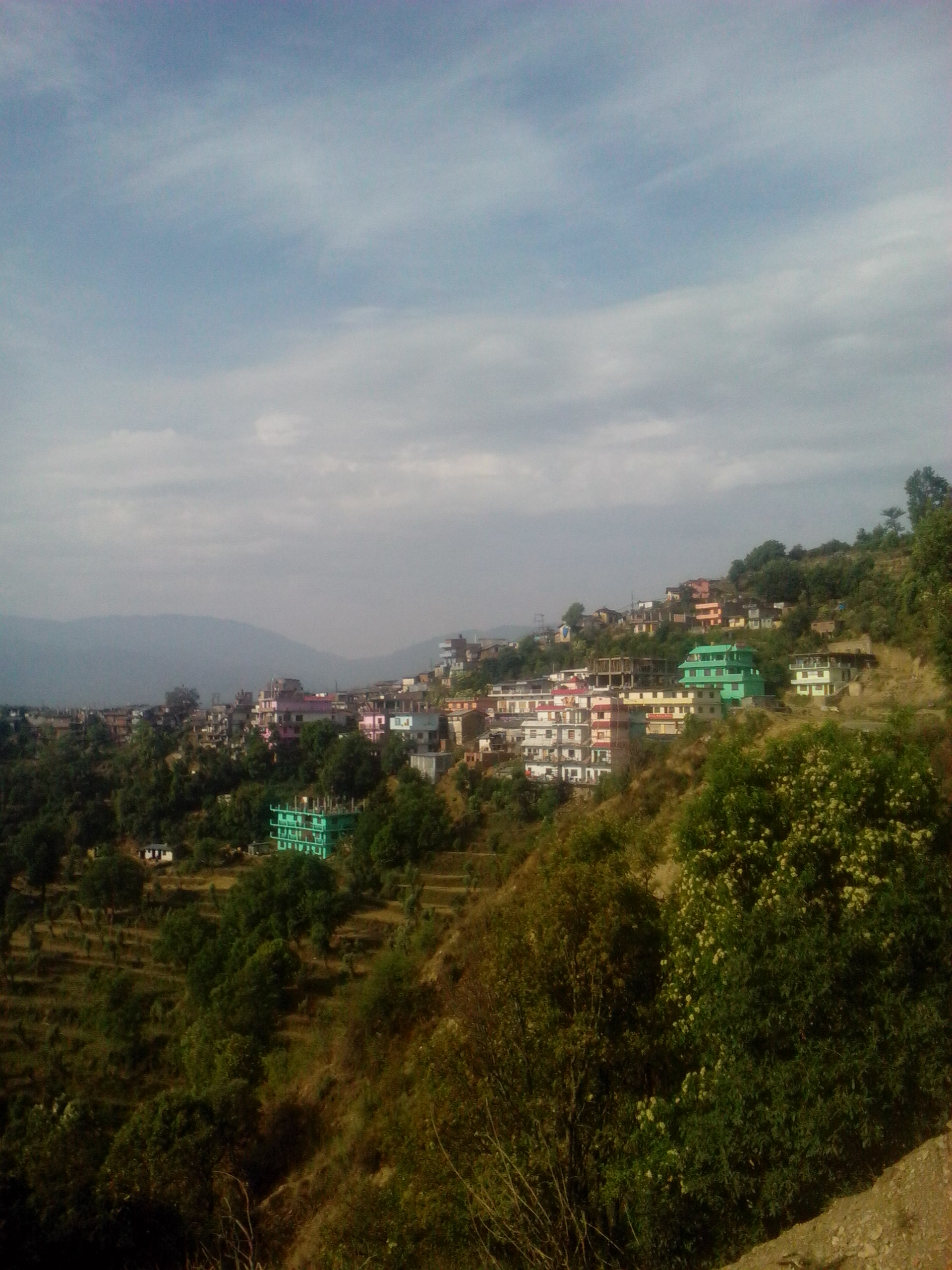

| # | Nom          | Nom en népalais | Type         | Population (2011) | Superficie (km2) |
| - | ------------ | --------------- | ------------ | ----------------- | ---------------- |
| 1 | Amargadhi    | अमरगढी           | municipalité | 21 245            | 139,33           |
| 2 | Parashuram   | परशुराम           | municipalité | 34 983            | 414,07           |
| 3 | Alital       | आलिताल            | gaunpalika   | 18 531            | 292,87           |
| 4 | Bhageshwor   | भागेश्वर           | gaunpalika   | 14 129            | 233,38           |
| 5 | Navadurga    | नवदुर्गा           | gaunpalika   | 19 957            | 141,89           |
| 6 | Ajayameru    | अजयमेरु           | gaunpalika   | 17 066            | 148,9            |
| 7 | Ganyapadhura | गन्यापधुरा          | gaunpalika   | 15 093            | 135,65           |